# Сухој Су-47
Сухој Су-47 „беркут“/С-37 „беркут“ (рус. Сухой Су-47 „Беркут“/С-37 „Беркут“, превод: Беркут — „златни орао“; НАТО назив Firkin), такође познат под именом Су-47, С-37 и С-32, је експериментални вишенаменски и суперсонични млазни ловац компаније Сухој са инверзном геометријом крила.

## Развој
Су-47 створен је као експериментални демонстратор руске технологије која комбинује најновије материјале и најсавршеније fly-by-wire управљачке системе. Прва идеја о стварању авиона са инверзним (обрнуто постављеним) крилима потекла је од немачког Јункерс Ју-287 бомбардера. Ју-287 био је немачки прототип чији су нацрти доспели у руке Совјета 1945. Међутим изградња употребљивог авиона одлагана је до касних осамдесетих година 20. века јер ниједан тадашњи материјал није могао издржати силу потиска авиона, што је доводило до пуцања крила. Тек са употребом савремених легура титанијума и угљеничних влакана омогућено је стварање оваквог авиона. Први прототип ловца са инверзним крилима био је амерички Grumman X-29 изграђен 1984. Х-29 је, у односу на Су-47 имао знатно лошије карактеристике лета. Су-47 је прављен као одговор на амерички Х-29 и F-22 Раптор. Међутим, да би се смањили трошкови производње, компанија Сухој је искористила постојећу опрему за Су-27 (опрема за слетање, репна закрилца).

## Крила
Обрнуто постављена крила дају овом авиону неконвенционалан и карактеристичан изглед због којег носи и надимке као што су „ђаволак“ и „праћка“. Захваљујући оваквим крилима Су-47 је у могућности да изводи сложене маневре при великим нападним угловима а да остане изузетно стабилан. Скоро 90% површине крила је грађено од композитних материјала што додатно појачава њихову стабилност. Ови материјали су употребљени како би крила била што отпорнија на ломљење при дејству јаких центрифугалних сила које се јављају при извођењу сложених маневара. И поред овога Су-47 био је ограничен на брзину од 1,6 маха али је дошло до модификација које су му омогућиле брзину од 2,4 маха. Максимална брзина никада није достигнута у лету због могућности распада крила. Постоје незваничне информације да је руско ваздухопловство испробало Су-47 на брзинама већим од 2 маха али крила нису издржала, што је један од разлога због којег је овај авион остао само прототип.
Предности авиона са инверзним крилима су:
- Мања дужина писте која је потребна за полетање
- Мања брзина при блиској борби
- Већа стабилност при великим угловима напада
- Већа отпорност на центрифугалну силу
- Већи домет при подзвучним брзинама
- Веће управљачке способности у блиској борби.

## Кокпит
Унутрашњост кокпита овог ловца је израђена да пружи максималан ниво удобности за пилота али и да смањи јак утицај Г-силе при лету. Седиште је нагнуто под углом од 60 степени како би се умањио утицај отпора ваздуха и Г-силе при катапултирању. Управљачке палице су постављене са стране кокпита као код Су-37. Такође, у кокпиту се налази и посебан систем за одржавање живота који додатно умањује утицај Г-силе на пилота. Овакав кокпит омогућава пилоту да избегне непријатељске пројектиле чак и ако су пројектили на малој раздаљини од авиона. У таквим случајевима пилот у Су-47 може поднети Г-силу и до 11,5 G док пилоти у другим ловцима не могу поднети силу већу од 9,5 G. Највећа мана оваквог кокпита је смањена видљивост пилота али услед употребе савремених радарских система ова мана се често занемарује.

## Управљачке способности
Су-47 има екстремно велику окретност на подзвучним брзинама, омогућавајући летелици да мења угао напада и путању лета врло брзо — што га чини тренутно најпогоднијом постојећом летелицом за блиску борбу, такозвани догфајт (енгл. dogfight). Цена овога је ограничена способност управљања при надзвучним брзинама.

## Корисници
Тренутно једини корисник прототипа Су-47 је Русија. Овај ловац је створен као демонстратор технологије али компанија Сухој покушава да заинтересује владу Русије и неких других земаља за масовну производњу овог ловца.

## Наоружање
- Су-47 има уграђен топ ГШ-30 30 mm са 150 метака, за блиску борбу.
- Може понети до 12 тона експлозивних направа на 14 спољашњих спојница и унутрашњем спремишту.